# Nicolaus Ephraim Bach
Nicolaus Ephraim Bach (* 1690; getauft 26. Novemberjul. / 6. Dezember 1690greg. in Wasungen; † 12. August 1760 in Gandersheim), genannt der „Gandersheimer Bach“, war ein deutscher Organist aus der Familie Bach. Er war der Sohn des Organisten und Kantors Jacob Bach (1655–1718) aus zweiter Ehe mit Dorothea Katharina geb. Herwig.

## Leben und Wirken
Im Januar 1715 erteilte ihm Herzog Anton Ulrich (Sachsen-Meiningen) den Auftrag „auff Abschlag dasjenige so vor einige Music abzuschreiben und Ihm vor accordirt“, wofür er 10 Taler erhielt. Noch im selben Jahr wechselte er in die Dienste von dessen älterer Schwester Elisabeth von Sachsen-Meiningen, Äbtissin des Reichsstifts von Gandersheim.
Hier arbeitete er sich schließlich bis zum Abteikapellmeister empor.
1719 wurde er zunächst als Organist und Kellermeister eingesetzt.
Seit Herbst 1724 führte er dann die Privatrechnungen der Äbtissin und stieg zu ihrem Intendanten auf, womit er möglicherweise auch für die Kunstsammlungen des Stiftes zuständig war. Am 6. April 1729 erfolgte seine Bestellung zum Organisten und Vikar an St. Spiritus und St. Hieronymus.
Nicolaus Ephraim Bach war zweimal verheiratet und hatte insgesamt sieben Kinder.
Sein jüngster Sohn, Ernst Heinrich Ephraim Bach (1756–1835), wurde der Begründer der sogenannten „Ascherslebener Linie“ der Familie Bach.